# متغير حراريا

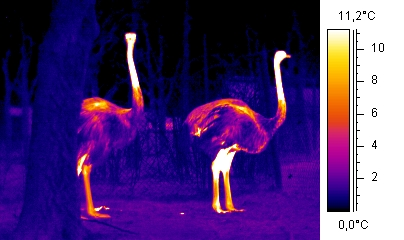
صورة حرارية لاثنين من النعام

## المتغير حرارياَ
المتغير حرارياَ أو المنعطب بالحرارة أو العطوب حراريا يعود إلى المادة التي هي عرضة للتدمير، التحلل، أو التغيُّر في الاستجابة للحرارة . غالباً ما يُستخدم هذا المصطلح لوصف المواد البيوكيميائية .
على سبيل المثال، هناك العديد من السموم الخارجية البكتيرية قابلة للتحلل بالحرارة ويمكن إبطال مفعولها بسهولة عن طريق تطبيق حرارة متوسطة .الإنزيمات مُتأثرة بالحرارة أيضاً وتفقد نشاطها عندما ترتفع درجة الحرارة. يعود السبب وراء فقدان النشاط في مثل هذه السموم والإنزيمات إلى التغُير في البنية ثلاثية الأبعاد في البروتين المكون للسموم خلال تعرّضه للحرارة . في المركبات الصيدلانية , قد تؤدي الحرارة المتولدة أثناء الطحن إلى تحلل المركبات الحرارية .
هذا يفيد بشكل خاص في اختبار وظيفة الجينات . يتم ذلك عن طريق إنشاء طفرات قابلة للتحلل بالحرارة عن قصد . يسمح النمو تحت درجة الحرارة المسموح بها البروتين في أداء وظائفه الطبيعية، بينما الزيادة في درجة الحرارة المسموح بها تؤدي إلى إضعاف النشاط، من المحتمل عن طريق تغيير أو افساد البروتين .
تتم أيضاَ دراسة الإنزيمات المتأثرة بالحرارة لتطبيقاتها في تقنيات تضاعف (تكرار) الحمض النووي حمض نووي ريبوزي منقوص الأكسجين , مثل تفاعل البوليمراز المتسلسل (تفاعل البوليمراز المتسلسل), حيثُ تكون الإنزيمات الثابتة حرارياَ ضرورية لنسخ الحمض النووي بشكل صحيح . يمكن تحسين وظيفة الإنزيم عند درجات الحرارة المرتفعة باستخدام سكر التريهالوز . مما يسمح في إمكانية استخدام إنزيمات ذات تأثر حراري طبيعياَ في نسخ الحمض النووي .